# Фудбалска репрезентација Француске
Фудбалска репрезентација Француске је европски фудбалски национални тим који представља Француску у међународним фудбалским такмичењима.
Француска је на светском првенству 1958. била трећа. Платинијева генерација из 1982. била је четврта и трећа 1986. Између та два првенства освојили су Европско фудбалско првенство - Француска 1984. где су били домаћини.
Најуспешније године за Французе су биле оне на крају 1990-их када је играла Зиданова генерација. Дошли су до полуфинала Европског првенства 1996. у Енглеској. Две године касније били су домаћини светског првенства и у финалу су поразили браниоце наслова, Бразил са резултатом 3 : 0. Њихов домаћи наслов им је и осигурао титулу прве репрезентације након 20 година која је била домаћин и освојила светско првенство. Такође су освојили и Европско првенство Белгија/Холандија 2000. победивши Италију 2 : 1 вративши се од резултата 0 : 1 на 2 : 1. Тако су постали прва екипа након Западне Њемачке 1972. и 1974. која је освојила и светско и европско првенство једно за другим. Француска је 2001—2002. била прва на ФИФА-иној ранг листи.
Француска није успела задржати изванредну форму на светским такмичењима. На СП-у 2002. елиминисани су већ у групама, а на Европском првенству 2004. у Португалији избацили су их Грци у четвртфиналу. Након тих неуспеха тадашњи селектор Жак Сантини дао је оставку и његов посао је преузео Рајмон Доменек.
Француска се кроз квалификације за СП у Немачкој мучила иако је била у групи са према њима гледајући слабијим екипама Израела, Швајцарске и Ирске. Али да осигура пролаз селектор Доменек је морао уверити Зидана, Макелелеа и Тирама, чланове бивше „златне генерација“, да не иду у пензију пре првенства. На крају су се квалификовали као први у групи. Иако су на светском првенству дочекани са мало наде, стигли до финала где су изгубили од Италије након једанаестераца 5:3 (након продужетака било је 1:1). Треба рећи да су на путу до финала елиминисали браниоце титуле Бразил голом Тијерија Анрија резултатом у 1/4 финалу.
Квалификације за Европско првенство у фудбалу 2008. завршили су као други у групи Б, иза Италије, актуелних светских шампиона, али су их као домаћини савладали 3:1, а у гостима играли без голова. На Европском првенству су завршили претпоследњи (последњи у групи) са само једним освојеним бодом.
На Светско првенство у фудбалу 2010. су се квалификовали преко баража савладавши Ирску укупним резултатом 2:1, али су у групи, у којој је била са Уругвајем, Мексиком и домаћин Јужном Африком завршила последња са једним освојеним бодом. Две године касније, на Европском првенству 2012, учешће завршавају у 1/4 финалу.
Дана 8. јула 2012. селекцију преузима Дидије Дешам. Под његовим вођством Француска долази до 1/4 финала СП-а 2014, а потом, као домаћин, до финала европског првенства 2016. где су након продужетака поражени од Португала 1:0. Две године касније, 15. јула 2018, освајају Светско првенство у фудбалу 2018. У финалу су савладали Хрватску резултатом 4:2.

## Резултати репрезентације

### Светско првенство у фудбалу
| Година | Првенство             | Пласман               | ИГ                    | П                     | Н*                    | И                     | ГД                    | ФП                    |
| ------ | --------------------- | --------------------- | --------------------- | --------------------- | --------------------- | --------------------- | --------------------- | --------------------- |
| 1930   | Групна фаза           | 7                     | 3                     | 1                     | 0                     | 2                     | 4                     | 3                     |
| 1934   | Осмина финала         | 9                     | 1                     | 0                     | 0                     | 1                     | 2                     | 3                     |
| 1938   | Четвртфинале          | 6                     | 2                     | 1                     | 0                     | 1                     | 4                     | 4                     |
| 1950   | Није се квалификовала | Није се квалификовала | Није се квалификовала | Није се квалификовала | Није се квалификовала | Није се квалификовала | Није се квалификовала | Није се квалификовала |
| 1954   | Групна фаза           | 11                    | 2                     | 1                     | 0                     | 1                     | 3                     | 3                     |
| 1958   | Треће место           | 3                     | 6                     | 4                     | 0                     | 2                     | 23                    | 15                    |
| 1962   | Није се квалификовала | Није се квалификовала | Није се квалификовала | Није се квалификовала | Није се квалификовала | Није се квалификовала | Није се квалификовала | Није се квалификовала |
| 1966   | Групна фаза           | 13                    | 3                     | 0                     | 1                     | 2                     | 2                     | 5                     |
| 1970   | Није се квалификовала | Није се квалификовала | Није се квалификовала | Није се квалификовала | Није се квалификовала | Није се квалификовала | Није се квалификовала | Није се квалификовала |
| 1974   | Није се квалификовала | Није се квалификовала | Није се квалификовала | Није се квалификовала | Није се квалификовала | Није се квалификовала | Није се квалификовала | Није се квалификовала |
| 1978   | Групна фаза           | 12                    | 3                     | 1                     | 0                     | 2                     | 5                     | 5                     |
| 1982   | Четврто место         | 4                     | 7                     | 3                     | 2                     | 2                     | 16                    | 12                    |
| 1986   | Треће место           | 3                     | 7                     | 4                     | 2                     | 1                     | 12                    | 6                     |
| 1990   | Није се квалификовала | Није се квалификовала | Није се квалификовала | Није се квалификовала | Није се квалификовала | Није се квалификовала | Није се квалификовала | Није се квалификовала |
| 1994   | Није се квалификовала | Није се квалификовала | Није се квалификовала | Није се квалификовала | Није се квалификовала | Није се квалификовала | Није се квалификовала | Није се квалификовала |
| 1998   | Првак                 | 1                     | 7                     | 6                     | 1                     | 0                     | 15                    | 2                     |
| 2002   | Групна фаза           | 28                    | 3                     | 0                     | 1                     | 2                     | 0                     | 3                     |
| 2006   | Финале                | 2                     | 7                     | 4                     | 3                     | 0                     | 9                     | 3                     |
| 2010   | Групна фаза           | 29                    | 3                     | 0                     | 1                     | 2                     | 1                     | 4                     |
| 2014   | Четвртфинале          | 7                     | 5                     | 3                     | 1                     | 1                     | 10                    | 3                     |
| 2018   | Првак                 | 1                     | 7                     | 6                     | 1                     | 0                     | 14                    | 6                     |
| 2022   | Финале                | 2                     | 7                     | 5                     | 1                     | 1                     | 17                    | 8                     |
| Укупно | 16/22                 | 2 титуле              | 73                    | 39                    | 14                    | 20                    | 136                   | 85                    |

### Европско првенство у фудбалу
| Година       | Првенство             | Пласман               | ИГ                    | П                     | Н*                    | И                     | ГД                    | ФП                    |
| ------------ | --------------------- | --------------------- | --------------------- | --------------------- | --------------------- | --------------------- | --------------------- | --------------------- |
| 1960         | Полуфинале            | 4                     | 2                     | 0                     | 0                     | 2                     | 4                     | 7                     |
| 1964 до 1980 | Није се квалификовала | Није се квалификовала | Није се квалификовала | Није се квалификовала | Није се квалификовала | Није се квалификовала | Није се квалификовала | Није се квалификовала |
| 1984         | Првак                 | 1                     | 5                     | 5                     | 0                     | 0                     | 14                    | 4                     |
| 1988         | Није се квалификовала | Није се квалификовала | Није се квалификовала | Није се квалификовала | Није се квалификовала | Није се квалификовала | Није се квалификовала | Није се квалификовала |
| 1992         | Групна фаза           | 6                     | 3                     | 0                     | 2                     | 1                     | 2                     | 3                     |
| 1996         | Полуфинале            | 3                     | 5                     | 2                     | 3                     | 0                     | 5                     | 2                     |
| 2000         | Првак                 | 1                     | 6                     | 5                     | 0                     | 1                     | 13                    | 7                     |
| 2004         | Четвртфинале          | 6                     | 4                     | 2                     | 1                     | 1                     | 7                     | 5                     |
| 2008         | Групна фаза           | 15                    | 3                     | 0                     | 1                     | 2                     | 1                     | 6                     |
| 2012         | Четвртфинале          | 8                     | 4                     | 1                     | 1                     | 2                     | 3                     | 5                     |
| 2016         | Финале                | 2                     | 7                     | 5                     | 1                     | 1                     | 13                    | 5                     |
| 2020         | Осмина финала         | 11                    | 4                     | 1                     | 3                     | 0                     | 7                     | 6                     |
| 2024         | Полуфинале            | 3                     | 6                     | 2                     | 3                     | 1                     | 4                     | 3                     |
| Укупно       | 11/17                 | 2 титуле              | 49                    | 23                    | 15                    | 11                    | 73                    | 53                    |

### Куп конфедерација
| Куп конфедерација | Куп конфедерација     | Куп конфедерација     | Куп конфедерација     | Куп конфедерација     | Куп конфедерација     | Куп конфедерација     | Куп конфедерација     | Куп конфедерација     |                       |
| Година            | Коло                  | Мјесто                | И                     | П                     | Н*                    | ПР                    | ДГ                    | ПГ                    |                       |
| ----------------- | --------------------- | --------------------- | --------------------- | --------------------- | --------------------- | --------------------- | --------------------- | --------------------- | --------------------- |
| 1992              | Није се квалификовала | Није се квалификовала | Није се квалификовала | Није се квалификовала | Није се квалификовала | Није се квалификовала | Није се квалификовала | Није се квалификовала | Није се квалификовала |
| 1995              | Није се квалификовала | Није се квалификовала | Није се квалификовала | Није се квалификовала | Није се квалификовала | Није се квалификовала | Није се квалификовала | Није се квалификовала | Није се квалификовала |
| 1997              | Није се квалификовала | Није се квалификовала | Није се квалификовала | Није се квалификовала | Није се квалификовала | Није се квалификовала | Није се квалификовала | Није се квалификовала | Није се квалификовала |
| 1999              | Није учествовала      | Није учествовала      | Није учествовала      | Није учествовала      | Није учествовала      | Није учествовала      | Није учествовала      | Није учествовала      | Није учествовала      |
| 2001              | Првак                 | 1.                    | 5                     | 4                     | 0                     | 1                     | 12                    | 2                     |                       |
| 2003              | Првак                 | 1.                    | 5                     | 5                     | 0                     | 0                     | 12                    | 3                     |                       |
| 2005              | Није се квалификовала | Није се квалификовала | Није се квалификовала | Није се квалификовала | Није се квалификовала | Није се квалификовала | Није се квалификовала | Није се квалификовала | Није се квалификовала |
| 2009              | Није се квалификовала | Није се квалификовала | Није се квалификовала | Није се квалификовала | Није се квалификовала | Није се квалификовала | Није се квалификовала | Није се квалификовала | Није се квалификовала |
| 2013              | Није се квалификовала | Није се квалификовала | Није се квалификовала | Није се квалификовала | Није се квалификовала | Није се квалификовала | Није се квалификовала | Није се квалификовала | Није се квалификовала |
| 2017              | Није се квалификовала | Није се квалификовала | Није се квалификовала | Није се квалификовала | Није се квалификовала | Није се квалификовала | Није се квалификовала | Није се квалификовала | Није се квалификовала |
| Укупно            | 2 титуле              | 2/10                  | 10                    | 9                     | 0                     | 1                     | 24                    | 5                     |                       |

### Лига нација
| Рекорди у УЕФА Лиги нација | Рекорди у УЕФА Лиги нација | Рекорди у УЕФА Лиги нација | Рекорди у УЕФА Лиги нација | Рекорди у УЕФА Лиги нација | Рекорди у УЕФА Лиги нација | Рекорди у УЕФА Лиги нација | Рекорди у УЕФА Лиги нација | Рекорди у УЕФА Лиги нација | Рекорди у УЕФА Лиги нација | Рекорди у УЕФА Лиги нација |
| Сезона                     | Лига                       | Група                      | ИГ                         | П                          | Н                          | И                          | ГД                         | ГП                         | П/И                        | Поз.                       |
| -------------------------- | -------------------------- | -------------------------- | -------------------------- | -------------------------- | -------------------------- | -------------------------- | -------------------------- | -------------------------- | -------------------------- | -------------------------- |
| 2018/19.                   | А                          | 1                          | 4                          | 2                          | 1                          | 1                          | 4                          | 4                          | Same position              | 6.                         |
| 2020/21.                   | А                          | 3                          | 8                          | 7                          | 1                          | 0                          | 17                         | 8                          | Same position              | 1.                         |
| 2022/23.                   | А                          | 1                          | 6                          | 1                          | 2                          | 3                          | 5                          | 7                          | Same position              | 12.                        |
| Укупно                     | Укупно                     | Укупно                     | 18                         | 10                         | 4                          | 4                          | 26                         | 19                         |                            |                            |

## Састав репрезентације
Подаци ажурирани 11. августа 2018.
| Име                      | Датум рођења  | Број наступа | Број голова | Клуб               |         |         |
| Голмани                  | Голмани       | Голмани      | Голмани     | Голмани            | Голмани | Голмани |
| ------------------------ | ------------- | ------------ | ----------- | ------------------ | ------- | ------- |
| Иго Лорис                | 26. 12. 1986. | 123          | 0           | Тотенхем           |         |         |
| Стев Манданда            | 28. 3. 1985.  | 34           | 0           | Олимпик Марсељ     |         |         |
| Алфонз Ареола            | 27. 2. 1993.  | 3            | 0           | Париз Фулам        |         |         |
| Одбрамбени фудбалери     |               |              |             |                    |         |         |
| Бенжамен Павар           | 28. 3. 1996.  | 33           | 2           | Бајерн Минхен      |         |         |
| Преснел Кимпембе         | 13. 8. 1995.  | 15           | 0           | Париз Сен Жермен   |         |         |
| Рафаел Варан             | 25. 4. 1993.  | 73           | 5           | Реал Мадрид        |         |         |
| Клеман Ленгле            | 17. 6. 1995.  | 12           | 1           | Барселона          |         |         |
| Лука Дињ                 | 20. 7. 1993.  | 36           | 3           | Евертон            |         |         |
| Курт Зума                | 29. 7. 1992.  | 8            | 1           | Челси              |         |         |
| Лукас Ернандез           | 14. 2. 1996.  | 24           | 0           | Бајерн Минхен      |         |         |
| Ферлан Менди             | 8. 6. 1995.   | 7            | 0           | Реал Мадрид        |         |         |
| Фудбалери средине терена |               |              |             |                    |         |         |
| Пол Погба                | 15. 3. 1993.  | 78           | 10          | Манчестер јунајтед |         |         |
| Тома Лемар               | 12. 11. 1995. | 24           | 4           | Атлетико Мадрид    |         |         |
| Корентин Толисо          | 3. 8. 1994.   | 23           | 2           | Бајерн Минхен      |         |         |
| Нголо Канте              | 29. 3. 1991.  | 45           | 2           | Челси              |         |         |
| Адрјен Рабио             | 3. 4. 1995.   | 14           | 0           | Јувентус           |         |         |
| Стивен Нзонзи            | 15. 12. 1988. | 20           | 0           | Рен                |         |         |
| Муса Сисоко              | 16. 8. 1989.  | 67           | 2           | Тотенхем           |         |         |
| Нападачи                 |               |              |             |                    |         |         |
| Антоан Гризман           | 21. 3. 1991.  | 89           | 35          | Барселона          |         |         |
| Оливије Жиру             | 30. 9. 1986.  | 107          | 44          | Челси              |         |         |
| Килијан Мбапе            | 20. 12. 1998. | 42           | 16          | Париз Сен Жермен   |         |         |
| Усман Дембеле            | 15. 5. 1997.  | 23           | 3           | Барселона          |         |         |
| Набил Фекир              | 18. 7. 1993.  | 25           | 2           | Реал Бетис         |         |         |
| Кингсле Коман            | 13. 6. 1996.  | 5            | 0           | Бајерн Минхен      |         |         |
| Висам Бен Једер          | 12. 8. 1990.  | 12           | 2           | Монако             |         |         |
| Антони Марсијал          | 5. 12. 1995.  | 27           | 1           | Манчестер јунајтед |         |         |

## Белешка
1. ↑  Француска је обезбиједила пласман на Куп конфедерација 1999. као побједник Светског првенства 1998, али није учествовала.